# La Bonne Étoile (film, 1923)
Pour les articles homonymes, voir La Bonne Étoile (homonymie).
Pour plus de détails, voir Fiche technique et Distribution.
La Bonne Étoile (titre original : The Man Life Passed By) est un film américain muet réalisé par Victor Schertzinger, sorti en 1923.
Le film met en vedette Percy Marmont, Jane Novak et Eva Novak. Les sœurs Novak incarnent deux sœurs dans le film.

## Fiche technique
- Titre original : The Man Life Passed By
- Réalisation : Victor Schertzinger
- Scénario : Victor Schertzinger, Winifred Dunn
- Photographie : Chester A. Lyons
- Direction artistique : John Hughes
- Société de production : Metro Pictures Corporation
- Pays de production :  États-Unis
- Format : noir et blanc — 35 mm — 1,33:1 — muet

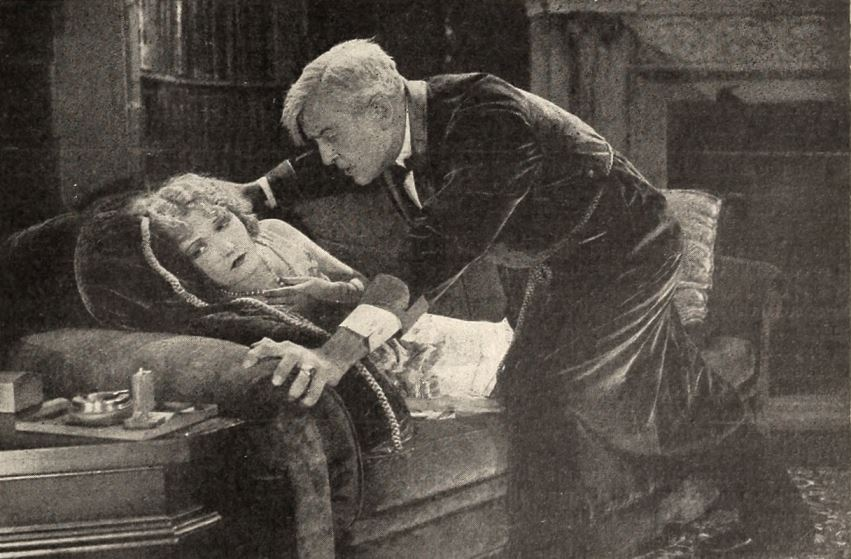
Une scène du film avec Hobart Bosworth et Jane Novak.

- Genre : drame
- Durée : 70 min
- Date de sortie :
  - États-Unis : 24 décembre 1923

## Distribution

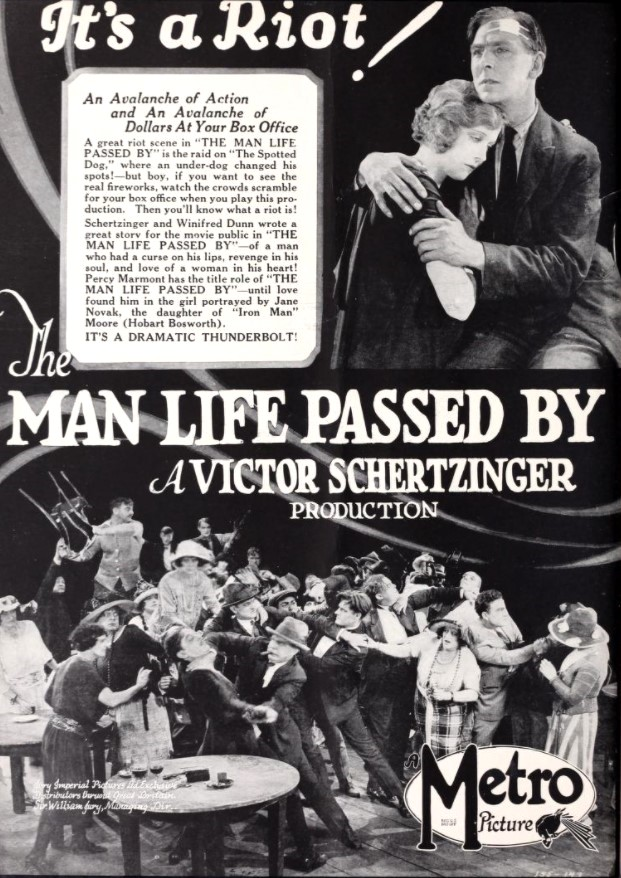
Annonce pour le film dans Moving Picture World.

- Jane Novak : Hope Moore
- Percy Marmont : John Turbin
- Eva Novak : Joy Moore
- Cullen Landis : Harold Trevis
- Lydia Knott : la mère de John
- Hobart Bosworth : 'Iron Man' Moore
- Gertrude Short : Paula
- Ralph Bushman : Jerry
- Lincoln Stedman : Muggsy
- George Siegmann : Crogan
- André de Beranger : Leo Friend
- Larry Fisher : Peters
- William Humphrey : l'avocat

## Conservation
Une copie complète du film est détenue par le Gosfilmofond.